# The Vivisector
The Vivisector è un romanzo di Patrick White del 1970. Nel 2010, il romanzo è stato tra selezionato tra i sei finalisti per il Lost Man Booker Prize.
Il romanzo racconta il percorso creativo dell'artista fittizio Hurtle Duffield. Noto per la sua analisi a volte crudele Duffield e dei personaggi a lui vicini, il libro esplora temi universali come la sofferenza dell'artista, il bisogno di verità e del senso dell'esistenza.
Pur essendo dedicato al pittore Sidney Nolan, White ha negato qualsiasi collegamento tra Hurtle Duffield e Nolan o di qualsiasi altro pittore. Altri critici letterari hanno interpretato il romanzo come in gran parte autobiografico.

## Trama
Hurtle Duffield, nato in una povera famiglia australiana, viene adottato dai Courtney, una coppia benestante alla ricerca di un compagno per la loro figlia gobba Rhoda. Il precoce Hurtle trae ispirazione artistica dal mondo che lo circonda: sua madre adottiva, Rhoda, la prostituta Nance, che è il suo primo amore vero, la ricca ereditiera Olivia Davenport, la sua amante greca Hero Pavloussi e, infine, la bambina prodigio Kathy Volkov. Diventa famoso e suoi dipinti sono molto richiesti. Tuttavia, non si preoccupa dei guadagni e dello status sociale, e continua a vivere una vita spartana. Nei suoi ultimi anni si avvicina alla sorella Rhoda, e dopo che un ictus gli causa una paralisi parziale, è assistito dal suo protetto Don Lethbridge per produrre un'enorme opus magnum a Dio, il Vivisezionatore.